# جيم كامينز (لاعب هوكي جليد)
جيم كامينز (بالإنجليزية: Jim Cummins)‏ هو لاعب هوكي جليد أمريكي، ولد في 17 مايو 1970 في ديربورن في الولايات المتحدة.

## وصلات خارجية
- جيم كامينز على موقع دوري الهوكي الوطني (الإنجليزية)
- جيم كامينز على موقع EliteProspects.com (الإنجليزية)
- جيم كامينز على موقع HockeyDB.com (الإنجليزية)
- جيم كامينز على موقع Hockey-Reference.com (الإنجليزية)